# Olympique de Tizi-Ouzou
Pour les articles homonymes, voir Tizi Ouzou (homonymie).
L'Olympique de Tizi-Ouzou, plus couramment abrégé en OTO , est un ancien club colonial algérien de football fondé en 1911 et dissout en 1962, et basé dans la ville de Tizi Ouzou, en Kabylie.

## Palmarès
- Ligue d'Alger de Football Association.

- - Deuxième Division (D3):

Champion : 1935-1936

## Parcours

### Classement en championnat d'Alger par année
- 1920-21 :
- 1921-22 :
- 1922-23 :
- 1923-24 :
- 1924-25 :
- 1925-26 :
- 1926-27 :
- 1927-28 :
- 1928-29 :
- 1929-30 :
- 1930-31 :
- 1931-32 :
- 1932-33 :
- 1933-34 : Troisième Division Groupe B, 3e
- 1934-35 : Troisième Division Groupe B, ?e
- 1935-36 : Deuxième Division, 1re  Champion
- 1936-37 : Première Division, 10e Joue les barrages et conserve sa place
- 1937-38 : Première Division, 2e  Joue les barrages et accédez
- 1938-39 : Division d'honneur, 11e
- 1939-40 :
- 1940-41 :
- 1941-42 : Première Division, ?e
- 1942-43 :
- 1943-44 :
- 1944-45 :
- 1945-46 :
- 1946-47 : Première Division, 5e
- 1947-48 : Première Division Groupe B, 6e
- 1948-49 : Première Division Groupe, ?e
- 1949-50 : Première Division Groupe I, 2e
- 1950-51 : Première Division Groupe II, 4e
- 1951-52 : Première Division Groupe, ?e
- 1952-53 : Première Division Groupe, ?e
- 1953-54 : Première Division Groupe II, 5e
- 1954-55 : Première Division Groupe, ?e
- 1955-56 : Promotion d'honneur, 3e
- 1956-57 :
- 1957-58 :
- 1958-59 :
- 1959-60 :
- 1960-61 :
- 1961-62 :